# Guia Vallot
Guide Vallot é o guia francês de alpinismo (conhecido por topoguia) do Maciço do Monte Branco. O seu nome provem do seu promotor Charles Vallot.
Inicialmente tratava-se de um conjunto de obras, em três partes : uma de descrições gerais do Maciço do Monte Branco  (2 volumes), uma de descrições da média montanha  (2 volumes), uma de descrições da alta montanha com a descrição das vias de montanha (5 volumes).
A primeira  publicação, feita no editor Fiscbacher em Paris, estende-se de 1925 a 1938. As diferentes partes eram escritas pelos membros do Grupo de alta montanha que havia sido criado em 1919 para promove o "alpinismo de dificuldade ou alpinismo sem guia" e do qual faziam parte: Jacques de Lépiney, Henry de Ségogne, Pierre Dalloz, Marcel Ichac, etc.
Rapidamente a ideia do Guide Vallot é de tal maneira bem aceite e reconhecida que uma completamente nova versão aparece em 1946 nas edições Arthaud, e na qual as informações apareciam segundo uma ordem bem defenda para se poderem comparar umas com as outras e não segundo a maneira de descrever de cada participante como na versão anterior.